# Iglesia de Santa María de la Asunción (Segura)
La iglesia de Santa María de la Asunción es un inmueble de la localidad española de Segura, en la provincia de Guipúzcoa.

## Descripción
El edificio se encuentra en la localidad española de Segura, perteneciente a la provincia de Guipúzcoa, en la comunidad autónoma del País Vasco. Se menciona como iglesia parroquial del lugar en el Diccionario histórico-geográfico-descriptivo de los pueblos, valles, partidos, alcaldías y uniones de Guipúzcoa (1862) de Pablo de Gorosábel, donde aparece descrita con las siguientes palabras:

La iglesia parroquial de esta villa es titulada Santa María de la Asuncion, de patronato de la misma; y se halla servida por un vicario, seis beneficiados y un sacristan eclesiástico. Es templo de buena fábrica, bastante suntuoso y capaz; y su torre, construida en el año de 1569 y siguientes, está considerada como obra de gusto y mérito. [...] La vicaría de la parroquia de Santa María se provee por la villa; y otro tanto sucedía con los beneficios antes del último concordato. Sobre la forma de su presentacion se hicieron algunos estatutos, confirmados por la reina Doña Juana en Medina del Campo á 16 de marzo de 1532; cuya puntual observancia se mandó por real provision despachada en Valladolid á 22 de julio de 1536.
(Gorosábel, 1862, pp. 494-495)